# 普茶料理

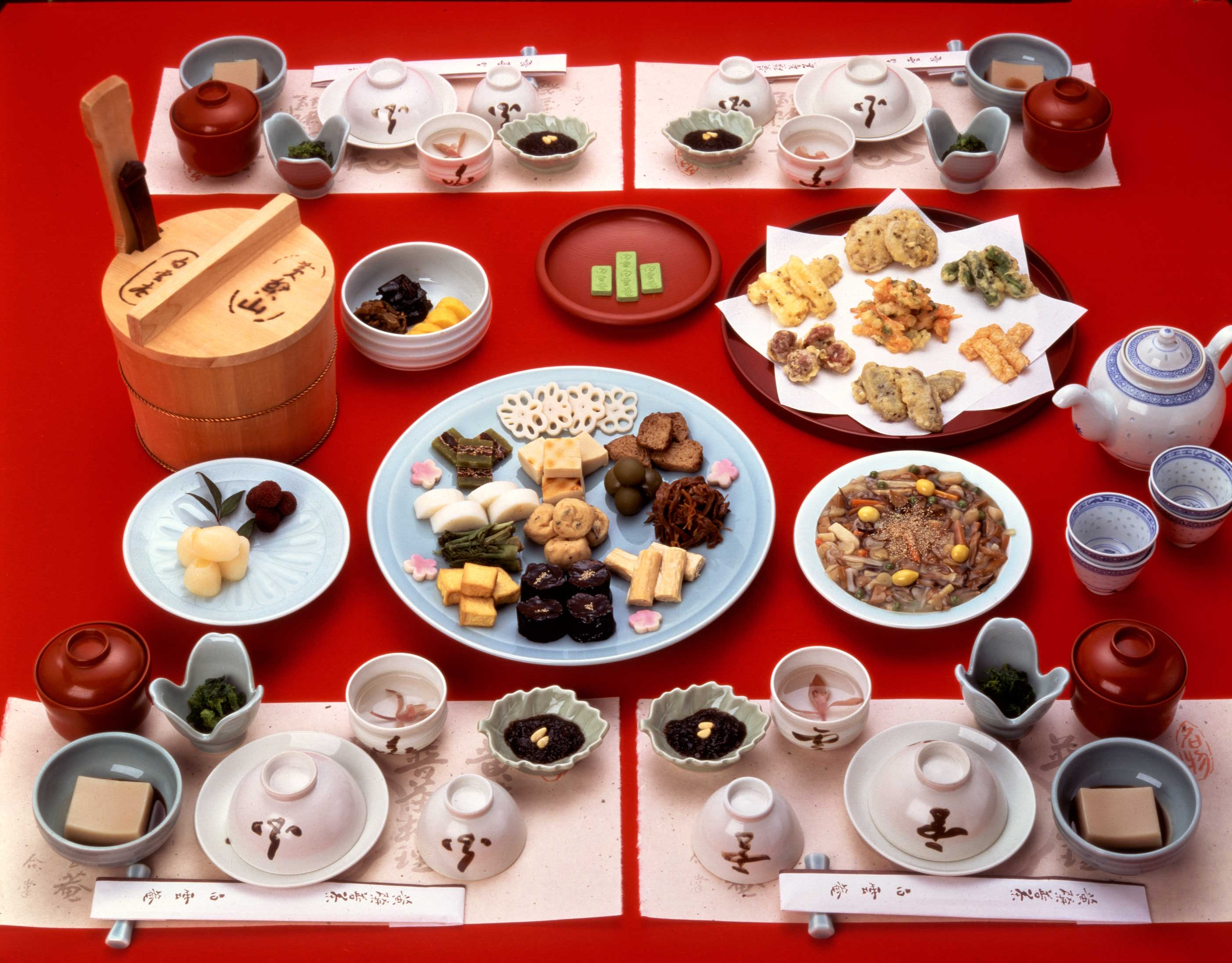
普茶料理の例

普茶料理（ふちゃりょうり）は、江戸時代初期に中国から日本へもたらされた精進料理。葛と植物油を多く使った濃厚な味、卓を囲み大皿に乗った料理を各人が取り分けるのが特徴である。
江戸時代初期に中国の禅僧隠元隆琦が来日、煎茶による茶礼と並んで伝えたとされる。代表的な普茶料理に胡麻豆腐がある。

## 概要

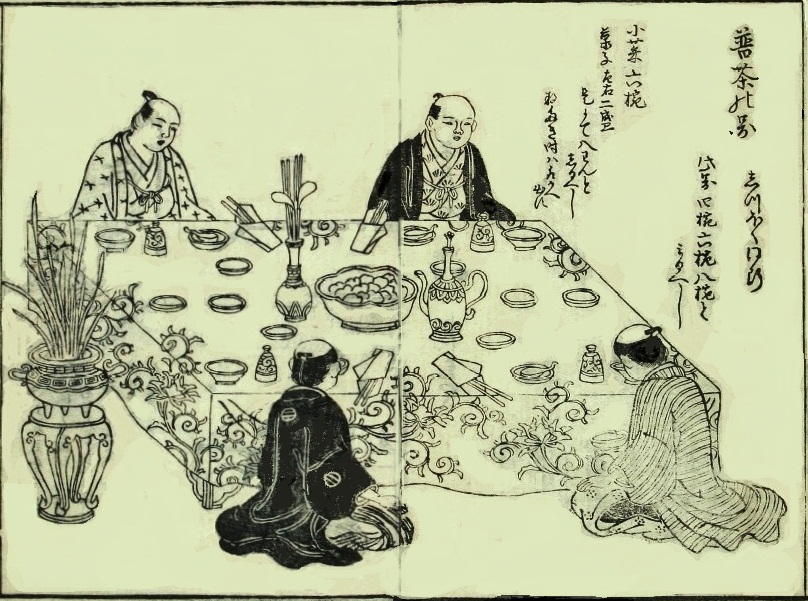
『普茶料理抄』に掲載の配膳方法の
説明図

江戸時代初期の1654年、中国（現在の福建省）の禅僧隠元隆琦が来日。1661年には山城国宇治（京都府宇治市）に萬福寺を開き、禅宗の一つである黄檗宗の開祖となった。
隠元は、中国式の禅文化を日本に伝えるとともに、インゲンマメ、孟宗竹、スイカ、レンコンなど、さまざまな品を日本へもたらした。その時一緒に伝わった当時の「素菜」（スーツァイ、いわゆる中国式の精進料理）が普茶料理である。「普茶」とは「普（あまね）く衆人に茶を施す」や「茶礼に赴く赴茶から」という意味とされ、茶による接待のことである。法要や仏事の終了後に僧侶や檀家が一堂に会し、供えられた季節の野菜や、乾物や豆、特に大豆を調理し、幼長男女の別なく食卓を囲み煎茶や抹茶などと楽しむ食事。隠元の宗派から黄檗料理ともいわれる。また、それまでの日本の茶は抹茶が主流であったが、隠元は釜炒り茶としての煎茶の製法とそれを喫する習慣を京の宇治に持ち込んだとされる。当時の釜で炒った中国風の製法による煎茶は「唐茶」とも呼ばれた。
基本的に一つの長方形の座卓(卓袱台、ちゃぶだい)を4人で囲み、一品ずつの大皿料理を分け合って食べるという様式が非常に珍しがられた。禁葷食の精進料理であり、薬膳に通じる医食同源の料理でもある。料理においても中国風のものが多く、巻繊（野菜や乾物の煮物や餡かけ）・油糍（下味をつけた野菜などを唐揚げにしたもの）や雲片（野菜の切れ端を炒め、葛寄せにしたもの）・擬製料理（肉や魚に擬した「もどき」料理。麻腐、すなわち胡麻豆腐も白身魚の刺身に擬した「もどき」料理である）などがある。炒めや揚げといった中国風の調理技術には胡麻油が用いられ、日本では未発達であった油脂利用を広めた。
こうした普茶料理は、異国情緒を味わうものとして黄檗宗の寺院ばかりでなく、料理屋や文化人など、民間でも広く嗜まれた。特に民間で行われた普茶料理は、長崎の卓袱料理とも影響し合い、テーブルクロスや貴重なガラス製のワイングラスや水差し、洋食器が用いられる事もしばしばあった。1772年には『普茶料理抄』という専門の料理書も著された。料理は次第変化していき、見た目が鮮やかな独特のものとなっている。
京都市伏見区にある黄檗宗寺院・海宝寺が普茶料理の開祖道場であり、黄檗宗の開祖・隠元隆琦ゆかりの京都府宇治市の萬福寺などの黄檗系寺院で供されるほか、興福寺がある長崎市には、普茶料理が食べられる寺院がある。また、普茶料理専門の飲食店が神戸市や東京都などにもある。比較対象となりやすい卓袱料理が現在は長崎県の郷土料理に留まるのに対し、普茶料理は各地の黄檗宗の寺院を中心に沖縄や北海道を除く全国に普及しているのが特徴である。

### 献立例
本頁右上の画像は京都府宇治市の白雲庵の普茶料理（4人前）である。白雲庵は、もと黄檗山萬福寺の塔頭であった。
画像中央の大皿は「笋羹」（シュンカン、煮野菜の盛り合わせ）、その左は「果菜」（クォツァイ、果物）、以下時計回りに「行堂」（ヒンタン、御飯用の手付桶）、「醃菜」（エンツァイ、香の物）、干菓子、「油糍」（「油𩝐」とも書く。ユジ、野菜の揚げ物）、「雲片」（ウンペン、細切り野菜の葛とじ）。手前には「澄汁」（スメ、蘭茶）、「冷拌」（ロンパン、和え物）、「麻腐」（マフ、胡麻豆腐）。